# Chamán (cómic)
Chamán (Dr. Michael Twoyoungmen) es un superhéroe Canadiense que aparece en los cómics estadounidenses publicados por Marvel Comics. El personaje generalmente se representa como miembro de Alpha Flight, Los Defensores, Los Vengadores y Guardianes de la Galaxia.

## Historial de publicaciones
Chamán fue creado por John Byrne y apareció por primera vez en Uncanny X-Men en el número 120 del cómic en abril de 1979.

## Biografía ficticia
Michael Twoyoungmen es de Calgary, Alberta y es miembro de las Primeras Naciones de Canadá (específicamente Tsuu T'ina).
Su abuelo, anciano y próximo a la muerte, le pide que se convierta en su aprendiz místico. Dos jóvenes, que no creen en la magia, se niegan. Aproximadamente al mismo tiempo, su esposa Kathryn Twoyoungmen sufre una enfermedad terminal. Dos jóvenes buscan desesperadamente una cura pero, a pesar de prometerle a su hija Elizabeth que encontraría una, Kathryn muere; su abuelo fallece el mismo día.
Apesadumbrado, Twoyoungmen se recluye en una cabaña en el Parque nacional Banff, dejando que Elizabeth sea criada por amigos de la familia, los McNeil (cuya hija Heather algún día se convertirá en la líder de Alpha Flight, Vindicator). El fracaso de dos jóvenes para salvar a Kathryn enciende un resentimiento y una ira profundamente arraigados en Elizabeth. En su cabaña, Twoyoungmen recibe el cráneo de su abuelo y experimenta una visión del hombre. Dos jóvenes estudian la magia de Sarcee, y finalmente se vuelven lo suficientemente fuertes en sus creencias como para sacar objetos místicos de su bolsa de medicinas encantada a voluntad. Adopta el título y las insignias de un chamán.
Varios años más tarde, Chamán ayuda en el nacimiento de Snowbird, el producto de una unión mística entre un humano y la diosa Inuit Nelvanna. El Chamán lanza hechizos para unir a Snowbird al reino terrenal. Él la cría y ella envejece rápidamente, estabilizándose varias semanas después a la aparente edad física de alguien de unos 20 años. Buscando agentes sobrehumanos para unirse a Alpha Flight, Heather y su esposo James Hudson (también conocido como el fundador de Alpha Flight, Guardián) visitan a Chamán y lo reclutan tanto a él como a Snowbird.
Unos años después de que Shaman se une a Alpha Flight, su hija Elizabeth descubre una calavera en un sitio arqueológico y experimenta una visión de Ranaq el Devorador, una de las Grandes Bestias. Convoca a su padre, que sabe que es Chamán a pesar del uso de hechizos para ocultar su identidad, para que examine el cráneo. Los dos luego conocen a Lucas Strang y su bisnieta Emily. Emily está poseída por Ranaq e intenta destruir a Elizabeth, pero en su lugar activa sus poderes místicos latentes, lo que le permite a Elizabeth derrotar a la mujer poseída. El Chamán hace que Elizabeth meta la mano en su bolsa de medicinas y retire la corona de encantamiento, un aro místico que se pone para convertirse en Talismán, una persona profetizada de gran poder místico. Chamán no le dice a Talismán que la corona, una vez puesta, no se puede quitar sin causarle una intensa agonía. Poco después, Talismán queda atrapado en la dimensión de bolsillo contenida en la bolsa de medicinas de Chamán a pesar de su promesa de que la salvará. Aunque más tarde es rescatada por Beyonder, esta nueva promesa fallida convierte su resentimiento hacia Chamán en odio.
El fracaso de Chamán para salvar a su hija conduce a una crisis de fe y Chamán no puede sacar objetos místicos de su bolsa de medicinas. Chamán se embarca en una búsqueda de visiones y aprende de nuevo los secretos del misticismo del espíritu de su abuelo. El Chamán obtiene el poder de pedir ayuda a los espíritus de la naturaleza, aunque no puede ordenarlos como lo hace Elizabeth. También recibe un bastón y un yelmo de águila, que puede transformarse en un espíritu familiar.
Cuando una Snowbird embarazada está a punto de dar a luz a su primer hijo y el nacimiento debe ocurrir en un lugar de poder, Chamán suplica a los espíritus que lo lleven a ese lugar. Sin embargo, Talismán, corrompido por su poder y alimentado por su rabia, obliga a los espíritus a llevar sin saberlo a Chamán y Alpha Flight a un lugar de maldad. El hijo de Snowbird está poseído por el espíritu de un marinero que ha permanecido bajo el permafrost durante más de un siglo. Llamándose a sí mismo Pestilencia, él lucha contra Alpha Flight. Talismán planea permitir que Pestilencia derrote a Alpha Flight y luego intervenir para derrotarlo, humillando a su padre. Sin embargo, Talismán no puede derrotar a Pestilencia ya que solo pertenece parcialmente al mundo de los espíritus, se ha conservado en el hielo y, por lo tanto, está fuera de la influencia de sus poderes. Mientras luchan, él le arranca la corona de encantamiento de la frente. Conmocionada de nuevo a sus sentidos, Elizabeth está devastada por lo que ha hecho y se disculpa con su padre. Chamán, creyendo que es la única forma de salvar a Alpha Flight, se pone la corona y asume el manto y los poderes de Talismán. Chamán, que se volvió frío y distante como Talismán tal como lo había hecho Elizabeth, finalmente cede la corona a Elizabeth y recupera su bolsa de medicinas y sus poderes originales. Continúa trabajando con Alpha Flight nuevamente bajo el nombre de Chamán.
Mucho más tarde, versiones desplazadas en el tiempo de Alpha Flight son llevados adelante en el tiempo y se mantienen en el presente, asumiendo el manto de Alpha Flight, mientras que el Alpha Flight original sale de la Tierra para regresar un embrague de huevos Plodex al planeta Plodex. 
Chamán, junto con Mayor Mapleleaf II, Puck, Guardián y Vindicator, es brutalmente atacado por el Colectivo. Sus cuerpos quedan en el territorio de Yukón mientras el Colectivo continúa hacia los Estados Unidos. Chamán es confirmado más tarde muerto por Sasquatch.
Durante la historia de la "Guerra del Caos", Shaman (junto con Guardian, Vindicator y Marrina Smallwood) se encuentra entre los héroes que regresan de entre los muertos después de lo que sucedió en los reinos de la muerte debido al alboroto de Amatsu-Mikaboshi en el inframundo. Termina con un Alpha Flight reunido mientras luchan una vez más contra las Grandes Bestias. Chamán permanece entre los vivos después de la derrota del Rey del Caos.
Más tarde, Chamán representó al gobierno canadiense cuando asistió a la reunión de Pantera Negra en la Sala Edén de la Montaña de los Vengadores.

## Poderes y habilidades
Durante su entrenamiento inicial con el espíritu de su abuelo, Chamán se sometió a una intensa disciplina y entrenamiento físico y mental. Obtuvo la comprensión de los curanderos sagrados y fue capaz de concentrarse hasta el punto de no solo pensar en objetos, sino sentirlos o conocerlos para sacarlos de su bolsa de medicamentos. También pudo correr a toda velocidad por el bosque sin molestar a la vida silvestre que vivía allí.
Chamán, como médico completamente capacitado, también tiene conocimientos de anatomía y procedimientos quirúrgicos y médicos intrincados. Antes de su formación como místico, se le conocía como el mejor cirujano de Canadá. Debido a su entrenamiento, reconoció que el cráneo de su abuelo había hervido la carne.
Chamán es un portador de magia que lleva una bolsa de medicinas que contiene una dimensión de bolsillo conocida como el Vacío. Puede invocar todo tipo de objetos físicos y místicos y pociones de la bolsa.
Después de su búsqueda de visión, Chamán obtiene el poder de suplicar a los espíritus que cumplan con sus solicitudes. No puede obligar a los espíritus a obedecer. En esta encarnación, el chamán lleva un "bastón espiritual", que brilla cuando convoca a los espíritus. Lleva un "yelmo de águila", que puede transformarse en un águila que le sirve como su espíritu familiar.
El chamán puede levitar manipulando la energía mística ambiental, pero no puede volar.
Cuando Chamán asume el papel de Talismán, adquiere el poder de ordenar a los espíritus naturales que hagan su voluntad. Puede manipular una vasta energía mística para una amplia variedad de efectos. Desde entonces ha renunciado a estos poderes.

## Otras versiones
Ultimate Chamán aparece en un partido amistoso de béisbol con otros miembros de Alpha Flight en Ultimate X-Men # 94. Esta versión de Chamán es un mutante que posee mayor fuerza, velocidad, agilidad y sentidos que se han mejorado a través de la droga Banshee en lugar de las habilidades mágicas de su contraparte del Universo Marvel. Esta versión de Chamán es una versión alternativa de John Proudstar en lugar de Michael Twoyoungmen.

## En otros medios
Chamán aparece en el episodio de X-Men "Repo Man" con la voz de Don Francks. Se le muestra como miembro de Alpha Flight.